# Hermann Seydel
Hermann Seydel (* 1869 in Breslau; † 30. November 1942) war ein deutscher Jurist. 1923–1933 war er Präsident der Reichsbahndirektion Hannover.

## Leben
Hermann Seydel wurde 1869 als Sohn eines Fabrikbesitzers in Breslau geboren.
Sein Abitur legte Seydel zu Ostern 1889 im Maria-Magdalenen-Gymnasium und studierte anschließend, ebenfalls in Breslau, Rechtswissenschaften an der Schlesischen Friedrich-Wilhelms-Universität.
Nachdem er zum Dr. jur. promoviert worden war, wurde Hermann Seydel im Jahr 1898 zunächst als Gerichtsassessor in Hirschberg im Riesengebirge beschäftigt, aber schon im Folgejahr 1899 in den Dienst der Preußisch-Hessischen Staatseisenbahn übernommen, wo er in der Verwaltung tätig wurde.
Später wirkte Seydel als Regierungsassessor sowie als Regierungsrat in seiner Heimatstadt bei der Eisenbahndirektion Breslau, dann bei der Eisenbahndirektion Kassel und schließlich bei der Eisenbahndirektion Münster.
Noch in der Zeit des Deutschen Kaiserreichs wurde Hermann Seydel im Jahr 1912 nach Berlin berufen als Vortragender Rat in das dortige Ministerium der öffentlichen Arbeiten. Hier war er zudem Mitglied im Königlich Preußischen Eisenbahn Zentralamt.
Nach dem Ersten Weltkrieg wurde Hermann Seydel im Jahr 1920 zum Ministerialdirigenten „[...] der Personal-Abteilung der Gruppe Preußen-Hessen“ ernannt. Er übernahm 1923 in Hannover die Position als Präsident der Reichsbahndirektion Hannover.